# Pinazepam
Pinazepam (comercializado sob as marcas Domar e Duna) é um medicamento benzodiazepínico. Possui propriedades ansiolíticas, anticonvulsivantes, sedativas e relaxantes musculoesqueléticas . 
O pinazepam e seu metabólito N-desmetildiazepam são transferidos para o feto em desenvolvimento no útero, mas o nível plasmático do medicamento na mãe costuma ser significativamente mais alto do que no feto.
O pinazepam difere de outros benzodiazepínicos por ter um grupo propargil na posição N-1 da estrutura dos benzodiazepínicos. É menos tóxico do que o diazepam e, em estudos com animais, parece produzir propriedades ansiolíticas e anti-agitação com propriedades hipnóticas limitadas e pouco prejuízo da coordenação motora. O pinazepam é rapidamente absorvido após administração oral. Os principais metabólitos ativos do pinazepam são depropargilpinazepam ( N- desmetildiazepam, nordazepam) e oxazepam. Em humanos, o pinazepam atua como um agente ansiolítico puro, uma vez que não possui em grau significativo as outras características farmacológicas dos benzodiazepínicos. Sua falta de efeitos prejudiciais à memória, motores e hipnóticos torna o fármaco mais apropriado do que outros benzodiazepínicos para uso diurno. A meia-vida de eliminação é mais longa em idosos.